# Shin Bo-ra
Shin Bo-ra (hangul: 신보라; nascida em 17 de março de 1987) é uma comediante, cantora e atriz sul-coreana. Ela fez sua estreia como comediante no programa de variedades Gag Concert em 2010. Shin também é integrante da banda Brave Guys, e lançou vários singles como artista solo.
Shin está namorando o também comediante do Gag Concert Kim Kiri desde dezembro de 2012.

## Filmografia

### Programas de televisão
| Ano       | Título                               | Rede de TV  | Notas                                                     |
| --------- | ------------------------------------ | ----------- | --------------------------------------------------------- |
| 2010–2014 | Gag Concert                          | KBS2        | Integrante do elenco                                      |
| 2010      | Happy Sunday - Qualifications of Men | KBS2        | Integrante do elenco                                      |
| 2012      | Happy Together 3                     | KBS2        | Convidada                                                 |
| 2012      | Win Win                              | KBS2        | Convidada                                                 |
| 2013      | You Hee-yeol's Sketchbook            | KBS2        | Convidada (com Brave Guys)                                |
| 2013      | Mamma Mia                            | KBS2        | Convidada                                                 |
| 2013      | Four Sons and One Daughter           | MBC         | Convidada                                                 |
| 2013      | Hidden Singer                        | JTBC        | Convidada                                                 |
| 2013      | Weekly Idol                          | MBC Every 1 | Convidada                                                 |
| 2013      | Happy Together 3                     | KBS2        | Convidada                                                 |
| 2013      | Hello Counselor                      | KBS2        | Convidada                                                 |
| 2013      | The Human Condition                  | KBS2        | Convidada (Female Comedian Special)                       |
| 2014      | Immortal Songs 2                     | KBS2        | Convidada (com Ailee)                                     |
| 2014      | Star Junior Show                     | SBS         | Convidada                                                 |
| 2014      | The Human Condition                  | KBS2        | Convidada (Talent Sharing, Living On A Shoestring Budget) |
| 2014      | Magic Eye                            | SBS         | Convidada                                                 |
| 2014      | Vitamin                              | KBS2        | Convidada                                                 |
| 2014      | Hello Counselor                      | KBS2        | Convidada                                                 |
| 2015      | Finding Delicious TV                 | MBC         | Apresentadora                                             |
| 2015      | Three Wheels                         | MBC         | Convidada                                                 |
| 2015      | Mask Singer                          | MBC         | Convidada                                                 |
| 2015      | Human Documentary                    | MBC         | Um documentário sobre sua vida                            |
| 2015      | My Young Tutor                       | MBC         | Convidada                                                 |

### Drama
| Ano  | Título                                      | Papel                         | Rede de TV |
| ---- | ------------------------------------------- | ----------------------------- | ---------- |
| 2011 | Drama Special - Guardian Angel Kim Young-gu | Participação especial         | KBS2       |
| 2011 | Spy Myung-wol                               | Participação especial         | KBS2       |
| 2012 | Family                                      | Participação especial         | KBS2       |
| 2013 | Marry Him If You Dare                       | Participação especial         | KBS2       |
| 2014 | Trot Lovers                                 | Na Pil-nyeo (elenco de apoio) | KBS2       |
| 2014 | Drama Special - Bride In Sneakers           | Mijeong (elenco principal)    | KBS2       |

### Cinema
| Ano  | Título                              | Papel   | Notas               |
| ---- | ----------------------------------- | ------- | ------------------- |
| 2010 | Animals United                      | Giselle | dublagem em coreano |
| 2012 | Delhi Safari                        | Giselle | dublagem em coreano |
| 2012 | Kaiketsu Zorori: da da da daiboken! | Arius   | dublagem em coreano |

### Vídeo musical
| Ano  | Título da canção | Artista  |
| ---- | ---------------- | -------- |
| 2013 | "Miss Right"     | Teen Top |

## Discografia

### Brave Guys
| 2012                                                                                         | Brave Snow White                                | -  | -                    | Snow White and the Huntsman Korean OST |
| 2012                                                                                         | 닥치고 패밀리 (Shut Up Family)                  | 75 | KOR (DL): 57.662+    | Family OST                             |
| 2012                                                                                         | 기다려 그리고 준비해 (Wait And Get Ready)       | 5  | KOR (DL): 980.231+   | A to Z                                 |
| 2012                                                                                         | I 돈 Care (I Don't Care) (feat. PD Seo Su-min)  | 2  | KOR (DL): 1.347.136+ | A to Z                                 |
| 2012                                                                                         | 봄 여름 여름 여름 (Spring Summer Summer Summer) | 9  | KOR (DL): 645.795+   | A to Z                                 |
| 2012                                                                                         | 멀어진다 (Drift Apart)                          | 57 | KOR (DL): 146.867+   | A to Z                                 |
| 2012                                                                                         | 자꾸만 (Again)                                  | 30 | KOR (DL): 171.794+   | A to Z                                 |
| 2012                                                                                         | 할말은 한다 (Say What I Need to Say)            | -  | -                    | A to Z                                 |
| 2012                                                                                         | Party People                                    | -  | -                    | A to Z                                 |
| 2012                                                                                         | 흔한 이별 (Typical Breakup)                     | -  | -                    | A to Z                                 |
| 2012                                                                                         | 2012                                            | -  | -                    | A to Z                                 |
| 2012                                                                                         | 거짓말 (Lie) (feat. Airplane)                   | -  | -                    | A to Z                                 |
| "—" indica lançamentos que não figuraram nas paradas ou que não foram lançados nessa região. |                                                 |    |                      |                                        |

### Artista solo
| 2012                                                                                         | Crying With Longing | 10 | KOR (DL): 818.811+ | Phantom OST                           |
| 2012                                                                                         | This Love           | 64 | KOR (DL): 112.632+ | faixa do This Love Parte 2            |
| 2013                                                                                         | Because It's Love   | 18 | KOR (DL): 455.485+ | All About My Romance OST com Baechigi |
| 2013                                                                                         | Frozen              | 21 | KOR (DL): 142.885+ | First Single Album “꽁꽁”             |
| 2015                                                                                         | Mis-Match           | 31 | KOR (DL): 107.108+ | Second Single Album                   |
| "—" indica lançamentos que não figuraram nas paradas ou que não foram lançados nessa região. |                     |    |                    |                                       |

## Segmentos do Gag Concert
- Superstar KBS (2010-2011)
- EBS Drama (2010)
- 9시쯤 뉴스 (2010-2011)
- Discoveries of Life (2011-2013)
- Brave Guys (2012-2013)
- Geojedo (comom Bosuk) (2013)
- Bboom Entertainment (2013-2014)
- Legends of Legends (como Shin Pulip) (2013-2014)

## Prêmios e indicações
| Ano  | Prêmio                         | Categoria                                    | Obra indicada | Resultado |
| ---- | ------------------------------ | -------------------------------------------- | ------------- | --------- |
| 2011 | KBS Entertainment Awards       | Prêmio Excelência em Comédia - Feminino      | Gag Concert   | Venceu    |
| 2011 | 12º Korea Visual Arts Festival | Photogenic Award, categoria Gag              | Gag Concert   | Venceu    |
| 2012 | KBS Entertainment Awards       | Prêmio Excelência em Comédia - Feminino      | Gag Concert   | Venceu    |
| 2012 | KBS Entertainment Awards       | Top Excellence Idea Award (Brave Guys)       | Gag Concert   | Venceu    |
| 2013 | 49º Baeksang Arts Awards       | Melhor Apresentador de Variedades - Feminino | Gag Concert   | Venceu    |
| 2013 | 40º Korea Broadcasting Awards  | Melhor Comediante                            | Gag Concert   | Venceu    |